# Лысовка (Починковский район)
Лысовка— деревня  в  Смоленской области России,  в Починковском районе. Расположена в южной части области  в 32  км к юго-востоку от Починка, в 6 км к востоку от посёлка и одноимённой железнодорожной станции Стодолище.   Население — 410 жителей  (2007 год). Административный центр Лысовского сельского поселения.

## Экономика
Средняя школа, медпункт, дом культуры.